# Internationale Jugendgemeinschaftsdienste

Das ijgd Logo

Internationale Jugendgemeinschaftsdienste (ijgd) Bundesverein e.V. – Gesellschaft für internationale und politische Bildung – ist ein kirchlich und parteipolitisch unabhängiger, gemeinnütziger Verein der internationalen Jugendarbeit und eine der größten und ältesten Workcamp-Organisationen der Bundesrepublik Deutschland. Der Verein wurde 1949 aus einer Initiative von Schülern aus Hannover gegründet. Heute ist er auch Träger von Langzeitfreiwilligendiensten. 

## Vereinsstruktur und Vereinsziele
Dem Bundesverein sind 14 Landesvereine angeschlossen. Der Verein ijgd zählt insgesamt rund 192 Mitglieder und der Vorstand des Vereins arbeitet ehrenamtlich.

## Geschichte
Nach dem Zweiten Weltkrieg organisierten Schüler aus Hannover die ersten Workcamps, um den Wiederaufbau zu unterstützen, Feindbilder durch internationale Kontakte abzubauen und nach neuen, demokratischen Lebensformen zu suchen. Unterstützung gab es vom niedersächsischen Kultusministerium. 1949 fanden die ersten beiden Workcamps in Eschershausen und Dassel mit insgesamt 43 Jugendlichen statt und 1950 beteiligten sich 542 Teilnehmer in 26 Camps.
Zu den Workcamps sind im Laufe der Jahre weitere Aktivitäten hinzugekommen, die heute in 14 Landesvereinen mit sechs Geschäftsstellen und deren Regionalbüros organisiert werden. Jugendliche im Alter von 16 bis 26 Jahren können sich bei ijgd auch mittel- und längerfristig freiwillig im In- und Ausland engagieren, zum Beispiel im sozialen und ökologischen Bereich oder in der Denkmalpflege durch Bauhütten, ein besonderes Programm als Freiwilliges Jahr in der Denkmalpflege in Zusammenarbeit mit der Deutschen Stiftung Denkmalschutz als „Dekaden-Projekt“ der Deutschen UNESCO-Kommission. 
1983 fand der erste Zyklus Freiwilliges soziales Jahr bei ijgd in Nordrhein-Westfalen statt und 1993 erweiterte ijgd sein Spektrum mit dem Dienst Freiwilliges ökologisches Jahr.
Seit Juli 2011 kann auch der Bundesfreiwilligendienst abgeleistet werden.
Ein Ziel ist die internationale Völkerverständigung. Es wird das Verständnis und der Abbau von Vorurteilen zwischen Angehörigen verschiedener Nationen, sozialer Schichten, Religionen und Weltanschauungen gefördert.

## Leitbild von IJGD
Alle durchgeführten Projekte orientieren sich an pädagogischen Prinzipien, die die „sechs Säulen“ genannt werden:
Interkulturelles Lernen
In den international zusammengesetzten Gruppen in ijgd-Projekten finden interkulturelle Begegnungen statt. Die Teilnehmer lernen dabei gegenseitig ihre jeweilige Mentalität und Kultur kennen und verstehen. Im Projektalltag sollen so internationale Verständigung, gegenseitiger Respekt bei unterschiedlichen Einstellungen, Überwindung von Sprachbarrieren, demokratisches Verhalten, Offenheit und Toleranz gelernt werden.
Freiwilligenarbeit
Die Teilnehmer unterstützen durch ihren freiwilligen Einsatz ein Projekt, das für die lokale Bevölkerung oder für den Erhalt der Natur wichtig ist. Sie erhalten keinen Arbeitslohn, aber – je nach Projekt – meistens freie Kost und Logis. 
Selbstorganisation
Die Gruppe organisiert z. B. Einkauf, Kochen und Freizeitprogramm selbst. Der Alltag wird nicht von der Gruppenleitung vorgegeben, sondern von den Teilnehmern weitgehend eigenverantwortlich gestaltet.
Soziales Lernen
Beim Zusammenleben in einer Gruppe kann es zu Interessenkollisionen kommen. In einer Gruppe müssen daher Kompromisse gefunden werden, die abweichende Meinungen zulassen, Eigenheiten von Teilnehmer tolerieren und auch Spannungen bewältigen.
Emanzipation der Geschlechter
In der Begegnung mit Anderen können Teilnehmer beginnen, erlernte rollenspezifische Verhaltensweisen („typisch Mann – typisch Frau“) in Frage zu stellen und andere Formen des gleichberechtigten Umgangs miteinander finden. Die Säule wurde 1986/87 als fünfte Säule in die ijgd-Pädagogik aufgenommen.
Ökologisches Lernen
Viele Projekte haben ein ökologisches Thema als Arbeitsschwerpunkt. Aber auch im alltäglichen Zusammenleben in der Seminar- oder Workcamp-Gruppe stellen sich Fragen zu Ökologie und Müllvermeidung, zum Umgang mit Ressourcen etc. Im Jahr 2000 kam diese Säule hinzu.

## Geschäftsstellen und Regionalbüros
Folgende Landesverbände haben Geschäftsstellen und Regionalbüros.

### Geschäftsstellen
- Die Geschäftsstelle Berlin ist Sitz der Landesvereine Berlin e.V. und Sachsen e.V.
- Die Geschäftsstelle Bonn ist Sitz der Landesvereine Baden-Württemberg e.V., Hessen e.V. Nordrhein-Westfalen e.V., Rheinland-Pfalz/Saarland e.V. und Süddeutschland e.V. (Bayern)
- Die Geschäftsstelle Halberstadt ist Sitz der Landesvereine Sachsen-Anhalt e.V. und Thüringen e.V.
- Die Geschäftsstelle Hildesheim ist Sitz der Landesvereine Hamburg/Schleswig-Holstein e.V. und Niedersachsen e.V.
- Die Geschäftsstelle Potsdam ist Sitz des Landesvereins Brandenburg e.V.
- Die Geschäftsstelle Wismar ist Sitz des Landesvereins Mecklenburg-Vorpommern e.V.

### Regionalbüros
- Regionalbüro Agathenburg: Jugendbauhütte im Landkreis Stade
- Regionalbüro Duisburg: Jugendbauhütte Duisburg/Raesfeld
- Regionalbüro Erfurt: ijgd – FÖJ Thüringen
- Regionalbüro Görlitz: Jugendbauhütte Görlitz
- Regionalbüro Hamburg
- Regionalbüro Lübeck: Jugendbauhütte Lübeck
- Regionalbüro Magdeburg
- Regionalbüro Marburg: Jugendbauhütte Romrod
- Regionalbüro Mühlhausen: Jugendbauhütte Mühlhausen
- Regionalbüro Potsdam: Jugendbauhütte Brandenburg/Berlin, Gartendenkmalpflege und FÖJ
- Regionalbüro Regensburg: Jugendbauhütte Regensburg
- Regionalbüro Soest: Jugendbauhütte Soest
- Regionalbüro Stralsund: Jugendbauhütte Stralsund/Szczecin